# Бонне, Шарль
Шарль Бонне́ (фр. Charles Bonnet; 13 марта 1720 — 20 мая 1793) — швейцарский натуралист и философ. 
Член Лондонского королевского общества (1743), иностранный член Парижской академии наук (1783; корреспондент с 1740), иностранный почётный член Петербургской академии наук (1764).

## Биография
Шарль Бонне родился в Женеве, во французской семье, переехавшей в Швейцарию из-за религиозных преследований в XVI веке.
Считается, что он никогда не покидал Швейцарию и не принимал никакого участия в общественных делах за исключением периода с 1752 до 1768, в течение которого он являлся членом совета республики.  Его женой была дама из семейства Де ла Рива. У них не было своих детей, но племянник мадам Бонне, прославленный Орас Бенедикт де Соссюр, был воспитан как их сын.

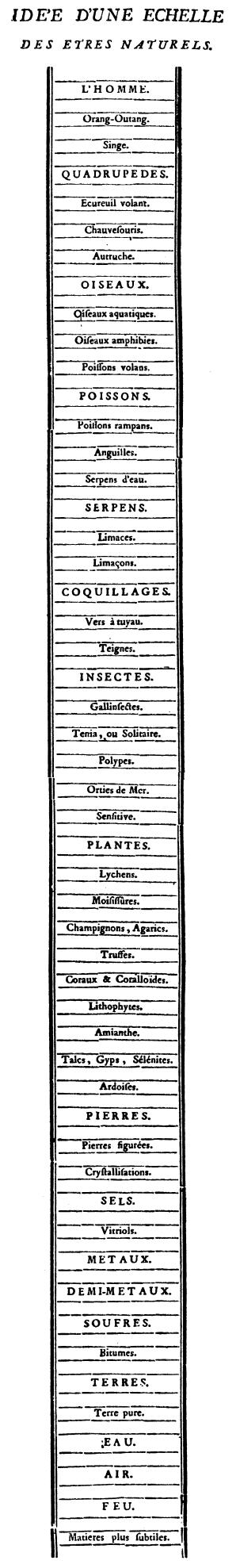
Лестница природы из работыTraité d'insectologie, 1745 г.

Право стало его профессией, но любимым занятием осталось изучение естественных наук. Описанное в работе «Spectacle de la nature» Ноэля Антуана Плюше, которую Бонне читал ещё в возрасте шестнадцати лет, обратило его внимание на жизнь насекомых. Он помогал в работах Рене Антуана Реомюра над насекомыми, и своими наблюдениями за живыми экземплярами внёс много дополнений к работам Реомюра и Плюше. В 1740 г. Бонне передал в Академию наук доклад, содержащий описание ряда экспериментов, устанавливающих наличие партеногенеза у тлей, или древесных вшей. Благодаря этому докладу Бонне удостоился чести стать членом-корреспондентом академии.  В 1741 он начал изучать размножение путём слияния и регенерации утраченных частей у пресноводной гидры и других животных, а в следующем году он обнаружил, что дыхание  гусениц и бабочек осуществляется через поры, которым он дал название стигматы. В 1743 году он был принят в члены Лондонского Королевского общества и в том же году стал доктором права — это последнее событие, связанное с профессией, которая никогда ему не нравилась.

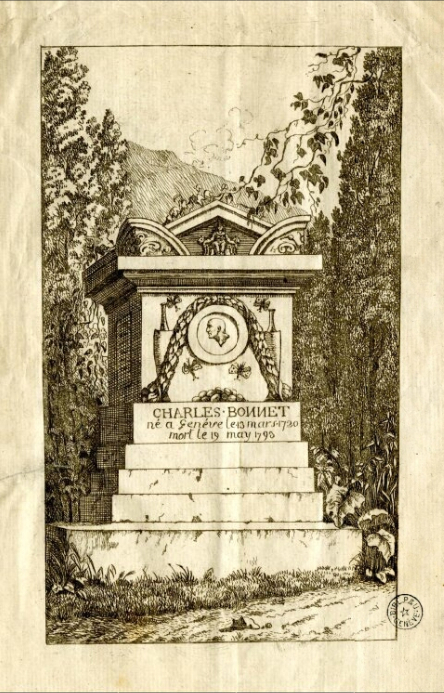
Могила Бонне в бывшем Ботаническим саду (ныне парк Бастионов). Позже она была перенесена, её местонахождение неизвестно. Из коллекции Женевской библиотеки.

Его первая опубликованная работа появилась в 1745 году и называлась Traité d'insectologie. В ней он обобщил свои различные открытия в исследовании насекомых вместе с предисловием о развитии микроорганизмов и шкалой организованных существ. Ботаника, в частности, листья растений, следующей привлекла его внимание и после нескольких лет тщательного изучения и осложнений из-за прогрессирующего ослабления зрения в 1754 году он опубликовал одну из наиболее оригинальных и интересных из своих работ, Recherches sur l'usage des feuilles dans les plantes, в которой среди прочего он выдвигал множество суждений, показывающих (как это позднее сделал Франсис Дарвин), что растения обладают способностями ощущать и распознавать стимулы. Но зрение Бонне, грозившее полностью исчезнуть, вынудило его обратиться к философии. В 1754 году его работа Essai de psychologie была анонимно опубликована в Лондоне. За ней последовала Essai analytique sur les facultés de l'âme (Копенгаген, 1760), в которой он разработал взгляды на психологические состояния умственной деятельности. Он вернулся к физической науке, но теоретическая часть этого в его работе Considerations sur les corps organisées (Амстердам, 1762 г.), имела целью опровергнуть теорию эпигенеза и объяснить и защитить учение о ранее существовавших микроорганизмах. В своей работе Contemplation de la nature (Амстердам, 1764—1765 гг.; переведена на итальянский, немецкий, английский и датский языки), одной из наиболее популярных и восхищающих, он понятным языком описал теорию, что всё существующее в природе образует последовательную шкалу, идущую снизу вверх без какого-либо разрыва в целостности. Его последним значимым трудом был Palingénésie philosophique (Женева, 1769—1770 гг.); в нём он обратился к прошлому и будущему живых существ и поддержал идею выживания всех животных и совершенствование их способностей в будущих видах.
В 1760 г. он описал состояние, называемое теперь синдромом Шарля Бонне, в котором яркие, сложные визуальные галлюцинации (фиктивные визуальные образы) проявляются у психологически нормальных людей. (Он задокументировал это у своего 87-летнего дедушки, который был практически слепым из-за катаракты обоих глаз, но различал образы мужчин, женщин, птиц, повозок, зданий, строений, гобеленов). Большинство страдающих синдромом — это пожилые люди с дефектами зрения, однако явление наблюдается не только у престарелых или тех, у кого нарушение зрения, синдром может быть вызван повреждением других частей  зрительного пути или головного мозга.

## Философская система Бонне
Философская система Бонне может быть изложена следующим образом:
Человек является соединением двух отдельных сущностей, разума и тела — одной нематериальной и другой материальной. Все знания происходят от чувств; чувства следуют (как физические воздействия или просто как элементы цепочки — Бонне не уточнял) за колебаниями в нервных окончаниях. Каждому чувству соответствуют колебания, и, наконец, колебания нервов вызываются внешними физическими раздражителями. Нерв приводится в движение отдельным объектом, относящимся к порождающему его движению; потому когда он вторично получает впечатление от одного и того же объекта, тот движется с меньшим сопротивлением. Чувство, сопровождающее эту повышенную гибкость в нерве, согласно Бонне, — это состояние памяти. Когда обдумывается, что это, активным элементом в размышлении является приобретение новых и комбинирование прежних ощущений, тех, которые формируют абстрактные идеи, хотя обычно отличаются от них, и таким образом единственные ощущения будут только в комбинации с другими. То, что заставляет ум действовать, — это удовольствие или боль; счастье является концом существования человека.

## Основной источник
- Эта статья (раздел) содержит текст, взятый (переведённый) из одиннадцатого издания «Британской энциклопедии», перешедшего в общественное достояние.